# Bolitoglossa digitigrada
Bolitoglossa digitigrada é uma espécie de anfíbio caudado pertencente à família Plethodontidae, sub-família Plethodontinae.